# Ordbild
Ordbild är en term inom typografi, textbehandling och psykologi och avser den form eller det utseende ett specifikt ord, stycke eller text har, eller det visuella intryck texten skapar, antingen i tryckt form eller på skärm. Begreppet ordbild kan omfatta egenskaper hos texten som teckensnitt, proportioner, styckeindelning, stavning och val av bokstäver.
Från att ha lärt sig uppfatta de enskilda bokstäverna ökar hjärnans förmåga att se orden som en enhet, en ordbild. Ibland behöver man bara se en del av ett ord för att hjärnan skall se vilket ord det är, även om boksvätrena är omkastade. Med ökad läsvana uppfattar man orden, eller grupper av ord, som en ordbild och läshastigheten ökar väsentligt.